# State Farm Women's Tennis Classic
State Farm Women's Tennis Classic je zaniklý ženský tenisový turnaj WTA Tour, který se hrál na otevřených dvorcích s tvrdým povrchem v letech 2000–2003. Konal se ve Scottsdale, ležícím v americkém unijním státu Arizona. Účastnilo se jej dvacet osm tenistek ve dvouhře a šestnáct párů ve čtyřhře. Řadil se do kategorie Tier II.
Ve dvouhře turnaj vyhrály americké tenistky Lindsay Davenportová a Serena Williamsová, které se během kariéry staly světovými jedničkami. Ve čtyřhře pak dvakrát v řadě zvítězila americko-australská dvojice Lisa Raymondová a Rennae Stubbsová. Poslední ročník vyhrál belgicko-japonský pár Kim Clijstersová a Ai Sugijamová. Všech šest deblových vítězek také během kariéry dosáhlo na čelo světového žebříčku ve čtyřhře. Obě finále úvodního ročníku byla zrušena.
Událost se konala vždy na počátku ženské profesionální sezóny po australské části, a to ve druhé polovině února.

## Dotace
Tabulka uvádí celkovou dotaci turnaje v jednotlivých letech. Částky jsou v amerických dolarech.
| Rok  | Dotace   |
| ---- | -------- |
| 2000 | $535 000 |
| 2001 | $535 000 |
| 2002 | $585 000 |
| 2003 | $585 000 |

## Přehled finále

### Dvouhra
| Datum          | Vítězka                                    | Finalistka                                 | Výsledek       |
| -------------- | ------------------------------------------ | ------------------------------------------ | -------------- |
| 28. února 2000 | Martina Hingisová vs. Lindsay Davenportová | Martina Hingisová vs. Lindsay Davenportová | finále zrušeno |
| 26. února 2001 | Lindsay Davenportová                       | Meghann Shaughnessyová                     | 6–2, 6–3       |
| 25. února 2002 | Serena Williamsová                         | Jennifer Capriatiová                       | 6–2, 4–6, 6–4  |
| 24. února 2003 | Ai Sugijamová                              | Kim Clijstersová                           | 3–6, 7–5, 6–4  |

### Čtyřhra
| Datum          | Vítězky                          | Finalistky                              | Výsledek       |
| -------------- | -------------------------------- | --------------------------------------- | -------------- |
| 28. února 2000 |                                  |                                         | finále zrušeno |
| 26. února 2001 | Lisa Raymondová Rennae Stubbsová | Kim Clijstersová Meghann Shaughnessyová | bez boje       |
| 25. února 2002 | Lisa Raymondová Rennae Stubbsová | Cara Blacková Jelena Lichovcevová       | 6–3, 5–7, 7–6  |
| 24. února 2003 | Kim Clijstersová Ai Sugijamová   | Lindsay Davenportová Lisa Raymondová    | 6–1, 6–4       |